# Dave Eichelberger
Martin Davis Eichelberger, Jr. (Waco, Texas, 3 de setembre de 1943) és un golfista professional estatunidenc que ha guanyat diversos tornejos tant a nivell PGA Tour com a nivell Champions Tour. En categoria sènior, va aconseguir vèncer en el U.S. Open de 1999.